# Louise De Hem
Louise de Hem (Ypres, 10 de dezembro de 1866 - Cidade de Bruxelas, 22 de novembro de 1922) foi uma pintora belga. Ela cresceu em Ypres, Bélgica. Seu talento foi descoberto por Théodore Ceriez (1831–1904), um pintor que havia se casado com sua irmã Hélène. Como as mulheres ainda não eram admitidas nas academias, ele a educou e já em 1885 sua pintura De Oesters (As Ostras) foi exibida em um salão em Spa. Jules Breton viu seu trabalho e a encorajou a ir para Paris para continuar seus estudos. 